# Bugatti Type 101
Bugatti Type 101 — автомобиль компании Bugatti Automobiles. После смерти главы компании Этторе Бугатти новые владельцы компании решили возродить популярность Bugatti, для чего в 1951 году был создан Bugatti Type 101. Автомобиль был сделан на основе Bugatti Type 57, от которого автомобилю досталось шасси, ходовая часть и двигатель в 3,3 литра. Послевоенный дизайн кузова обеспечила фирма Gangloff, находящаяся рядом с заводом Бугатти в Мольсайме. Автомобиль получил усовершенствованные гидравлические тормоза, карбюратор Stromberg от Type 57 уступил место Weber-у, коробка передач была электрифицированная Cotal с предселектором и ускоряющей передачей.
Однако по ряду причин автомобиль не был хорошо принят покупателями. Type 101, как и другие автомобили марки, был очень дорогим, кроме того шасси, позаимствованнoe у Type 57, безнадёжно устарелo на тот момент (также на автомобиле были зависимые передняя и задняя подвески). Производство автомобилей шло вяло и за 50-е годы было сделано всего новыми 5 готовых автомобилей (номер шасси шестизначный). Кузова делались разными кузовостроительными фирмами: Gangloff, Guillore, Antem.
Позднее, в начале 60-х годов, известный американский дизайнер Вирджил Экснер приобрел оставшееся демонстрационное шасси Type 101 (без кузова и интерьера). За изготовление кузова и интерьера, по эскизам Экснера и его сына, взялась фирма Ghia. Укороченное, на 46 см, шасси получило кузов родстер, с выдвинутой вперед традиционной решёткой Бугатти в форме подковы и с глубоко утопленными прямоугольными фарами.
Таким образом, в послевоенное время было построено новыми 6 готовых экземпляров Type 101 (номер шасси шестизначный). И ещё, как минимум, 2 представляли собой модернизацию выпущенных ранее Type 57 до технического уровня Type 101 (номер шасси пятизначный). Как готового автомобиля 1935 года выпуска (номер шасси 57314) по заказу владельца, так и отдельного шасси без кузова (57454 - т.е. изначально шасси было сделано как Type 57). Информация по машине с номером шасси 57299 не подтвержденная.
| Год выпуска | Номер шасси | Кузов                         | Примечание |
| ----------- | ----------- | ----------------------------- | --- |
| 1935        | 57299       | купе                          | Не имеется документальных подтверждений. |
| 1935        | 57314       | Stelvio Cabriolet от Gangloff | Type 57 был модернизирован до уровня Type 101 по заказу владельца M. Dettwiler. |
| 1951        | 57454       | Gangloff купе                 | Этот автомобиль был построен на переделанном шасси Type 57 и участвовал в Парижском автосалоне 1951 года. Ныне хранится во французском музее Collection Schlumpf и имеет двигатель с номером 101503. Показан на заглавном изображении.                   |
| 1952        | 101500      | Gangloff 4-дверный седан      | Седан кремового цвета имеющий отдельно стоящие головные фары, создающих эффект висения в воздухе. Выставлен в музее Collection Schlumpf. |
| 1952        | 101501      | Gangloff кабриолет            | Голубой кабриолет был выставлен на Парижском автосалоне в 1952 году. Позже был перекрашен в темно-синий цвет. Продолжительное время находился в музее Auto & Technik Museum в Зинсхайме, Германия. Ныне находится в музее Pantheon в швейцарском Базеле. |
| 1952        | 101502      | Guillore 2-дверный кузов      | Возможно изначально кузов разрабатывался для фирмы Delahaye. Темно-синий кузов, единственный из всех Type 101, был не понтонного типа, имея отдельно расположенные крылья. В 2008 году был продан на аукционе Bonhams Rétromobile в Париже за 269,265 $. |
| 1952        | 101503      | Gangloff кабриолет            | В данный момент имеет двигатель под номером 101504 и выставлен в музее Collection Schlumpf. |
| 1951        | 101504      | Antem купе                    | Машина демонстрировалась на Парижском автосалоне в 1951 году, но нашла первого владельца только в 1958 году. Машиной владели Bill Harrah и Nicolas Cage, последний продал машину в 2006 году в коллекцию O'Quinn.                                        |
| 1965        | 101506      | Virgil Exner/Ghia родстер     | Ghia укоротило шасси на 46 см. Нынешний владелец William Lyon. |